# Web.com Tour
Web.com Tour é um circuito de competição de jogadores profissionais de golfe, semelhante ao Challenge Tour na Europa. A maioria dos torneios realiza-se nos Estados Unidos, mas também realiza-se ao menos um torneio na Austrália, na Nova Zelândia e no Panamá. Desde 2007, também conta com torneio desse circuito no México e no Canadá.